# 十里塬乡
十里塬乡是中国陕西省咸阳市淳化县下辖的一个乡。

## 行政区划
十里塬乡下辖以下行政区：
十里塬村、中咀村、何家山村、马家山村、肖家村、张家村、蒙家村、沟圈村、宁家村、梁家庄村、北城堡村、上马山村、赵家村、王家村、三里塬村、崔家村、庄子村